# Neoxyletobius oculatus
Neoxyletobius oculatus är en skalbaggsart som först beskrevs av Sharp 1881.  Neoxyletobius oculatus ingår i släktet Neoxyletobius och familjen trägnagare. Inga underarter finns listade i Catalogue of Life.